# الفرستق
الفرستق إحدى قرى مركز بسيون التابع لمحافظة الغربية بجمهورية مصر العربية. تشتهر القرية بإنتاج الفخار والخزف ويوجد بالقرية حوالي 200 ورشة لصناعته.

## التاريخ
قرية الفرستق من القرى القديمة، حيث وردت باسم «الفرزدق» في أعمال الغربية ضمن قرى الروك الصلاحي التي أحصاها ابن مماتي في كتاب قوانين الدواوين، وقال ابن مماتي أنها من كفور سديمه. كما وردت باسم «الفرزدق» في أعمال الغربية ضمن قرى الروك الناصري التي أحصاها ابن الجيعان في كتاب «التحفة السنية بأسماء البلاد المصرية».
وردت باسم «الفرزدق» في التربيع العثماني الذي أجراه الوالي العثماني سليمان باشا الخادم في عصر السلطان العثماني سليمان القانوني ضمن قرى ولاية الغربية، وفي تاريخ 1228هـ/1813م الذي عدّ قرى مصر بعد المسح الذي قام به محمد علي باشا باسم «الفرستق» ضمن قرى مديرية الغربية.

## السكان
بلغ عدد سكان الفرستق 13,911 نسمة حسب تقدير عام 2018.
| السنة  | 1882 | 1897 | 1907 | 1927 | 1947 | 1960 | 1976 | 1986 | 1996 | 2006   | 2018   |
| ------ | ---- | ---- | ---- | ---- | ---- | ---- | ---- | ---- | ---- | ------ | ------ |
| القرية | 1705 | 2245 | 2406 | 2769 | 2677 | 3454 | 4952 | 7245 | 8867 | 10,289 | 13,911 |

## الأعلام
- محمد عبد العزيز حصان (22 أغسطس 1928 - 2 مايو 2003) مقرئ الإذاعة والتلفزيون المصري.[17]